# Florian Ballhaus
Florian Ballhaus, född 1965, är en tysk filmfotograf. Han är son till Michael Ballhaus som också var en framstående filmfotograf.
För sitt arbete med filmen Bödeln från Emsland vann han jurypriset för bästa foto vid filmfestivalen i San Sebastian. Han har gjort åtskilliga filmer tillsammans med regissören Robert Schwentke.

## Filmografi (i urval)
- 2005 – Flightplan
- 2008 – Definitely, Maybe
- 2008 – Marley & jag
- 2009 – Har du hört ryktet om Morgans?
- 2009 – Tidsresenärens hustru
- 2010 – Red
- 2011 – Poppers pingviner
- 2015 – Insurgent
- 2016 – Allegiant
- 2025 – Det kommer alltid en ny himmel
- 2025 – Nonnas